# Jisr al-Choghour
Jisr al-Shughr (àrab: جسر الشغور, Jisr ax-Xuḡr), és una ciutat de Síria a la governació d'Idlib amb una població de 41.482 habitants. Està a la vora de l'Orontes.
Se suposa que podria ser l'antiga Selèucia del Belos esmentada per Ptolemeu o la Niaccuba esmentada a l'Itinerari d'Antoní. A l'època de les croades podria ser la fortalesa de Kashfahan. Fou conquerida per Saladí el 1188 i formà part del territori de l'aiubita d'Alep adh-Dhàhir ibn Salah-ad-Din (1186-1216). Sota els mamelucs fou centre d'un districte militar a la província d'Alep.